# Rivière-Vaseuse
Rivière-Vaseuse est un territoire non organisé situé dans la municipalité régionale de comté de La Matapédia, dans la région administrative du Bas-Saint-Laurent, au Québec.

## Géographie
À partir de son crénon, dans le sud-ouest de la municipalité, la rivière Meadow coule vers le sud-est.
À partir de son crénon, dans le sud-ouest, rivière Milnikek traverse la municipalité vers le sud-est.
La Grande Rivière Milnikek Nord en traverse l'est vers le sud jusqu'à sa confluence avec la rivière Milnikek.
À partir du lac Lefrançois, à la limite nord-ouest, la rivière Vaseuse coule vers le sud-est jusqu'à sa confluence avec la rivière Milnikek.

## Histoire
Son nom a été officialisé le 13 mars 1986.

## Démographie
| 2001 | 2006 | 2011 | 2016 | 2021 |
| ---- | ---- | ---- | ---- | ---- |
| 0    | 0    | 5    | 0    | 0    |